# 橄榄碘泡虫
橄榄碘泡虫（学名：Myxobolus elaiodes）为碘泡科碘泡虫属的动物。在中国，分布于广东、湖北、江西、浙江、武陵山地区等，营寄生生活，寄生在鲢、鲮的鳃、肾、肠，中华鰟鮍的鳃、肾、肠、脾、眼、心、肝、膀胱，兴凯橘的鳃、肾、肝、肌肉、膀胱，大鳍橘、寡鳞橘、似刺鳊鮈的肾、肌肉以及华鳈的肾、输尿管。